# 応用生物科学科
応用生物科学科（おうようせいぶつかがくか）生物科学と生物に関する産業に関わる教育、研究を行う学校にある学科、およびその名称。おもに大学の農学部に設置されている

## 応用生物科学科を持つ学校
- 秋田県立大学生物資源科学部
- 東京理科大学理工学部
- 香川大学農学部
- 日本大学生物資源科学部
- 東洋大学生命科学部
- 佐賀大学農学部
- 東京農工大学農学部
- 湘央生命科学技術専門学校
- 宮崎大学農学部
- 摂南大学農学部
- 福山大学は生命工学部に海洋生物科学科
- 生物学科#応用生物学科を設置する大学・学部

## かつて応用生物科学科を持っていた学校
- 神奈川大学理学部応用生物科学科: 1989年設立。2001年より生物科学科に改組。
- 信州大学農学部は農学生命科学科生命機能科学コースに改組
- 静岡大学農学部は応用生命科学科に名称変更

## その他
- 北海道大学大学院や京都大学大学院の農学研究科に応用生物科学専攻 がある。
- 佐賀大学の同学科は、所定の実務年数を経て造園施工管理技士の受験資格を得ることができる（番号は9）。